# Bulbophyllum burttii
Bulbophyllum burttii är en orkidéart som beskrevs av Victor Samuel Summerhayes. Bulbophyllum burttii ingår i släktet Bulbophyllum och familjen orkidéer. Inga underarter finns listade i Catalogue of Life.